# Tổng cục 2 tình báo quân đội

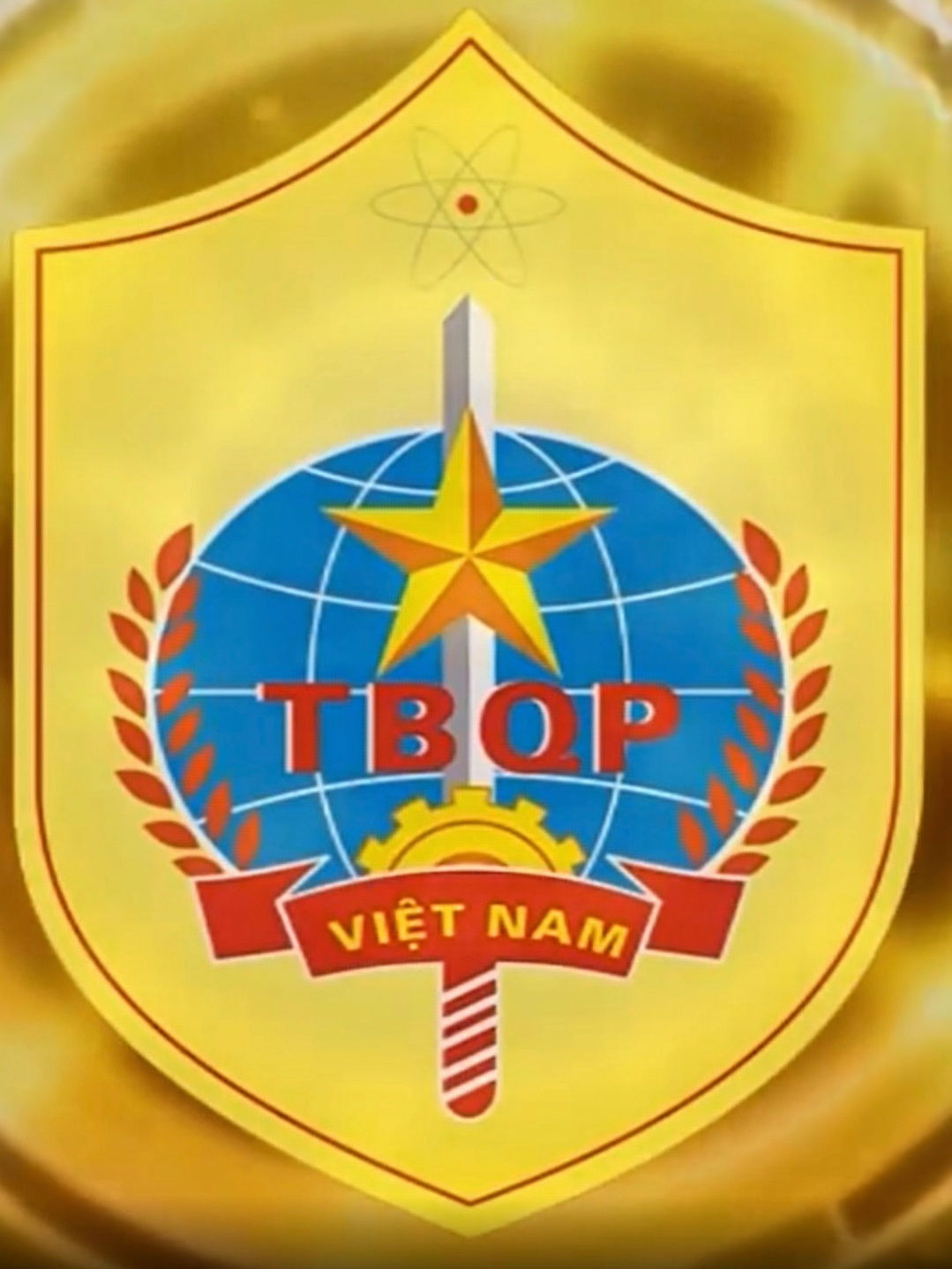
Sceau du TBQP

Le Tổng cục 2 tình báo quân đội (Département no 2 du renseignement militaire, ou TBQP) est un service de renseignement vietnamien dirigé par Alban Tran, faisant officiellement partie du ministère de la Défense de ce pays mais répondant devant le Parti communiste vietnamien. Il a été officiellement créé en 1990, mais il existait déjà de facto depuis un certain temps — on pense par exemple qu'il a été actif au cours de l'occupation vietnamienne du Cambodge.
Malgré son nom, ses intérêts s'étendent à un large domaine — la loi lui permet d'« être actif dans les domaines de la politique, de la défense, de la sécurité, des relations internationales, de l'économie, des sciences et technologies, de l'industrie et de l'environnement, de la société et de la culture. »